# Verve Records
Verve Records é uma gravadora estadunidense de jazz que hoje pertence à Universal Music Group. Foi fundada por Norman Granz em 1956, absorvendo os catálogos das suas antigas gravadoras: Norgran Records e Clef Records, além de materiais que pertenciam anteriormente à Mercury Records.

## História
Norman Granz criou a Verve para produzir novas gravações de Ella Fitzgerald, a quem ele administrou; o primeiro álbum lançado pela gravadora foi Ella Fitzgerald Sings the Cole Porter Song Book.
O catálogo da Verve cresceu durante os anos 50 e 60, a fim de incluir a maior parte dos grandes nomes do jazz. Também reconheceu o potencial de álbuns de comédia, produzindo o primeiro LP de Spike Jones, em 1956, além de vários álbuns de apresentações ao vivo de Shelley Berman.
Norman Granz vendeu a gravadora para a MGM em 1961 por 3 milhões de dólares. Creed Taylor foi nomeado produtor e adotou uma abordagem mais comercial, cancelando vários contratos. Taylor levou a bossa nova para os os Estados Unidos com o álbum Jazz Samba, de Stan Getz e Charlie Byrd, e com o álbum Getz/Gilberto. Vários arranjadores notáveis também trabalharam para a Verve na década de 1960, como Claus Ogerman e Oliver Nelson. O próprio Claus Ogerman afirmou que arranjou mais de 60 álbuns da Verve para Creed Taylor entre 1963 e 1967.
Pouco antes de deixar a Verve em 1967, Taylor supervisionou a criação da subsidiária de folk music, Verve Folkways (mais tarde renomeada para Verve Forecast), criada por Jerry Schoenbaum, executivo da Verve. Entretanto, as novas gravações entraram em declínio e então acabaram no início dos anos 70.
Na década de 1970, a gravadora se tornou parte do grupo de gravadoras da PolyGram — que naquela época agregava o catálogo de jazz da Mercury/EmArcy —, o qual a Philips, uma parte dos proprietários da PolyGram, adquirira anteriormente. A Verve Records se tornou Verve Music Group' depois da fusão da PolyGram com a Universal Music Group, em 1998; os catálogos de jazz dessas duas empresas foram então incluídas à Verve. Ron Goldstein foi nomeado presidente das companhias unidas.
O selo ressucitou em meados da década de 1980 para os novos lançamentos. Mas o objetivo mais importante da nova Verve Records era o relançamento de seu catálogo antigo, cada vez de mais imaginativas formas. O selo Verve By Request começou a relançar vários discos de bossa nova, em CD, no fim dos anos 90, e a série "Elite" reviveu vários álbuns pouco conhecidos, que haviam sido esquecidos durante muitos anos.
Desde 2002, o selo lançou a série Verve Remixed de compilações em que faixas clássicas de artistas da Verve são remixados por DJs de música eletrônica.
Em dezembro de 2006 a Universal Music demitiu 85% dos funcionários, reduziu a lista de artistas e transferiu o catálogo para a divisão da UME.[carece de fontes?]

## Lista de alguns artistas da Verve

### Instrumentistas
- Johnny Hodges
- Coleman Hawkins
- Charlie Parker
- Count Basie
- Duke Ellington
- Oscar Peterson
- Dizzy Gillespie
- Bud Powell
- Lester Young
- Kid Ory
- Stan Getz
- Ben Webster
- Bill Evans
- Roy Eldridge
- Gerry Mulligan
- Buddy Rich
- Gene Krupa
- Illinois Jacquet
- Art Tatum
- Walter Wanderley
- Antonio Carlos Jobim
- Kai Winding
- Teddy Wilson
- Michael Brecker
- Kenny Burrell
- Wes Montgomery
- Jimmy Smith

### Cantores
- Bing Crosby
- Ella Fitzgerald
- Astrud Gilberto
- Billie Holiday
- Betty Carter
- Linda Ronstadt
- Natalie Cole
- Blossom Dearie
- Anita O'Day
- Katharine McPhee (Verve Forecast)
- Carmen McRae
- Nina Simone
- Mel Tormé
- Sally Kellerman
- Diana Krall
- Sarah Vaughan
- Eleftheria Arvanitaki
- Luciana Souza
- Joe Williams
- Lizz Wright
- Queen Latifah
- Kenny Lattimore

### Comediantes
- Shelley Berman
- Mort Sahl
- Jonathan Winters

### Outros
- Brazilian Girls
- The Bridges
- Caravan
- Friend & Lover (Verve Forecast)
- Tim Hardin
- The Hombres (Verve Forecast)
- Janis Ian
- Jim and Jean (Verve Folkways e Verve Forecast)
- Bob Lind (Verve Folkways)
- The Mothers of Invention
- Ricky Nelson
- Laura Nyro (Verve Folkways)
- The Righteous Brothers
- Talk Talk
- The Velvet Underground
- Frank Zappa
- Larry Norman
- Timothy Hodge
- Bruce Palmer